# Eloy Tuffi
Eloy Tuffi (São Paulo, 1964-2024) foi um empresário brasileiro fundador-presidente da rede de escolas de informática Microcamp e dos cursos de inglês ABC (American Brazilian Center). 
Nascido na Mooca, em São Paulo, é o mais velho dos seis filhos da dona de casa Elza e do comerciante Clóvis, uma família de imigrantes italianos. Concluiu o segundo grau e pôs em prática o dom de vendedor. Aos 18 anos, depois de passar por um breve aprendizado com o pai, comercializando meias, começou a trabalhar como vendedor de livros e cursos de inglês. 
Aos 23 anos, montou seu primeiro negócio, uma escola de inglês. Dois anos depois, eram quatro. Foi quando entrou para o ramo de ensino de informática, depois de presenciar uma cena incomum no Colégio Brasil, na Vila Carrão, em São Paulo, onde o irmão caçula estudava. 
O Colégio Brasil recebera um conjunto de computadores, e do lado externo da sala dos equipamentos acotovelava-se uma multidão de adolescentes ávidos por colocar as mãos naquelas maravilhas da cibernética. Na época, isso era privilégio de profissionais de processamento de dados e Eloy vislumbrou no brilho dos olhos da garotada, uma demanda que implorava para ser atendida. 
Dono de quatro escolas de inglês e familiarizado com o potencial de consumo dos jovens, ele identificou ali um mercado promissor na oferta de cursos de computação acessíveis ao público leigo e, naquele mesmo ano, abriu, em São Paulo, com nome de Flama Microinformática[ligação inativa], sua primeira escola.
Em 1981, quando estava com quatro unidades e à beira de um stress, foi aconselhado pelo médico a mudar-se para o interior. Deixou os negócios para um sócio e transferiu-se para Campinas, onde o empreendimento ganhou identidade definitiva – Microcamp -  sede e projeção internacional. 
Em 1989, quando a Microcamp já contava com 19 escolas próprias no Brasil, Eloy Tuffi resolveu abrir escolas em Portugal. Começava ali o processo de internacionalização da Microcamp, que chegou a ter escolas também na Argentina e Espanha.
A expansão no Brasil ganhou impulso quando, em 1994, Eloy Tuffi decidiu franquear a marca Microcamp. Hoje a rede possui mais de 130 escolas, cerca de 120 mil alunos que têm à disposição mais de 3.500 equipamentos de informática e mais de 60 cursos na área.
Tuffi sempre apoiou iniciativas esportivas e chegou a montar uma equipe de basquete, que em 26 de janeiro de 1997, foi Campeã Paulista de Basquete Feminino. O time era comandado por Magic Paula. 
Em 2002, Eloy Tuffi adquiriu a Fazenda MC e passou a diversificar seus negócios com a criação de gado da raça Red Angus.
Em 2003, Eloy Tuffi recebeu o título de Cidadão Campineiro pela Câmara Municipal de Campinas pelos serviços prestados a Campinas na área empresarial.
Em 2005 o empresário  Eloy Tuffi recebeu mais um título, mas dessa vez da Câmara Municipal de Espírito Santo do Pinhal (SP): o título de Cidadão Pinhalense por suas constantes ações que dignificam o Município.
Em 2011, como criador da raça angus, Eloy Tuffi foi o grande campeão Paulista e Nacional entre os expositores de Angus. Como Campeão Nacional, ele já havia conquistado esse prêmio em 2005.
O empresário realizou o lançamento do livro "Do Basic ao TI" no dia 11 de maio de 2011, na livraria Fnac da Av. Paulista (SP). A obra conta a trajetória de sua empresa, que popularizou o ensino de informática no Brasil. Eloy recebeu diversos convidados e celebridades, como os apresentadores Adriane Galisteu e Fábio Arruda e distribuiu dedicatórias.
O presidente da Microcamp, Eloy Tuffi, foiagraciado no dia 25 de outubro de 2012 com a Medalha “Governador Pedro de Toledo”, concedida pela Sociedade Veteranos de 32. A solenidade de entrega aconteceu no anfiteatro do CIESP (Centro das Indústrias do Estado de Paulo), em Campinas, com a presença de personalidades civis e militares e convidados. O nome da medalha é uma homenagem a Pedro de Toledo, comandante civil da revolução que foi aclamado governador do Estado pelo povo naquele ano. A imposição da medalha perpetua a gratidão e o reconhecimento a personalidades civis e militares que mantêm vivos os ideais de democracia, liberdade, a prática da justiça e o desenvolvimento do país.
Eloy Tuffi foi também uma das personalidades homenageadas com a Medalha 9 de Julho, em comemoração à Revolução Constitucionalista de 32. A entrega da medalha aconteceu no dia 09 de julho de 2013, no Monumento do Soldado Constitucionalista, em Campinas. O objetivo é homenagear pessoas físicas ou jurídicas e personalidades ou entidades pelos serviços relevantes prestados à democracia e os 35 anos dedicados à capacitação de jovens na área de informática e inglês, renderam ao presidente da Microcamp, mais essa importante medalha.   
DENÚNCIAS
Eloy Tuffi foi citado no "Programa da Tarde" da Rede Record, no quadro "Patrulha do Consumidor" de Celso Russomanno. Suas empresas foram acusadas de prática abusiva. Abordavam adolescentes nas escolas e/ou por telefone e lhe ofereciam uma bolsa parcial de estudo, com a promessa de que seriam inseridos no mercado de trabalho, o que não acontecia. 
Eloy esteve no "Programa da Tarde" e prometeu que essas práticas não se repetiriam em suas empresas, a empresa também assinou um documento no PROCON onde se comprometia a acabar com tais práticas.
Outra denúncia é a de venda casada. A empresa está proibida pelo PROCON de vender o curso junto à CDs, livros e outros materiais, porém essa prática continua acontecendo, segundo a denúncia.
Porém no dia 10 de julho de 2015, o quadro "Patrulha do Consumidor" tornou a receber denuncias sobre uma das empresas de Eloy. A denunciante esteve ao vivo no palco do programa, onde Celso Russomanno leu o Boletim de Ocorrência feito contra a empresa e um documento emitido pelo PROCON de São Paulo onde são apontados as práticas de afirmação falsa e/ou enganosa, bem como a confirmação de Eloy Tuffi como proprietário da empresa denunciada.
Ao vivo foi feito telefonema para a empresa, porém nenhum responsável foi encontrado.
As investigações continuam por parte da equipe de Celso Russomano.

MORTE

O empresário Eloy Tuffi, fundador da rede de escolas Microcamp, faleceu no dia 08 de Dezembro de 2024 em Campinas (SP), aos 73 anos. Vítima de um infarto.
O empresário deixa cinco filhos e cinco netos.